# Edoardo Mangiarotti

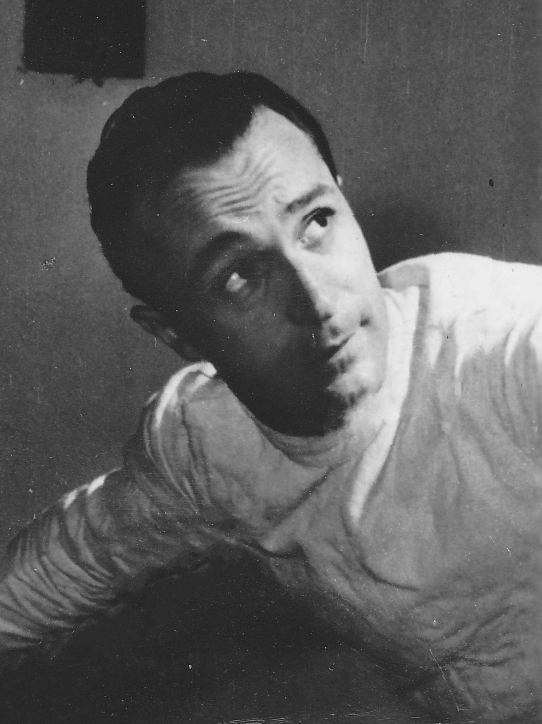
Edoardo Mangiarotti

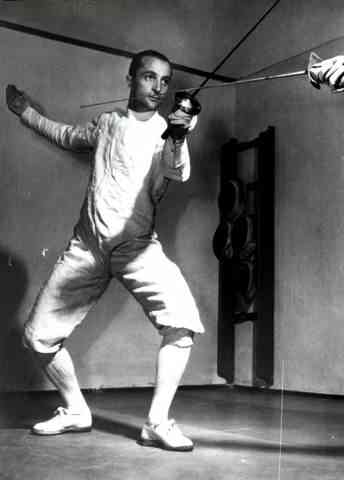
Edoardo Mangiarotti

Edoardo Mangiarotti (Renate, 7 april 1919 – Milaan, 25 mei 2012) was een Italiaans schermer. Hij won in zijn sportcarrière dertien Olympische medailles, waarmee hij anno augustus 2017 zeventiende staat op de lijst van succesvolste medaillewinnaars op de Olympische Zomerspelen ooit.

## Sportloopbaan

### Olympische Spelen
Mangiarotti spreidde zijn oogst aan Olympische medailles uit over vijf toernooien. Zijn eerste gouden medaille won hij op zijn zeventiende op de Olympische Zomerspelen 1936 in de landenwedstrijd voor degenschermers. Deze titel behaalde hij nogmaals op de Olympische Zomerspelen 1952, die van 1956 en die van 1960. Zijn vijfde en zesde gouden plak won hij in het individuele degentoernooi (1952) en in het landentoernooi met floret (1956). Verder won hij vijf zilveren medailles met degen en floret (twee op de Olympische Zomerspelen 1948, twee in 1952 en één in 1960) en twee individuele bronzen degenmedailles (1948 en 1956).
Op het Olympische toernooi van 1952 versloeg hij in de finale van het individuele degentoernooi Dario Mangiarotti, zijn broer.

### Wereldkampioenschappen
Mangiarotti schreef tussen 1949 en 1955 dertien wereldtitels op zijn naam met de degen en floret, waarvan twee in individuele degentoernooien. Tussen 1938 en 1958 won in totaal 27 WK-medailles, allen met degen en floret.

## Levensloop
Mangiarotti kreeg het schermen met de paplepel ingegoten. Zijn vader Giuseppe richtte in Milaan de schermclub Il Giardino op en was zijn eerste leraar. Hij oefende de lessen met zijn broer Dario. Mangiarotti's vader, zelf een meervoudig schermkampioen, zorgde ervoor dat niet alleen zijn schermtechniek in orde was, maar dat hij fysiek eveneens in een zo goed mogelijke conditie stak. Bovendien leerde Giuseppe zijn rechtshandige zoon ook met links te schermen, waardoor hij een verrassend wapen in zijn arsenaal kreeg.
Gedurende de Tweede Wereldoorlog diende hij als instructeur voor korporaals en sergeanten, waardoor hij in vorm en geoefend bleef toen er geen Olympische toernooien plaatsvonden.
Na het beëindigen van zijn schermloopbaan, werkte Mangiarotti als makelaar en journalist. Later werd hij secretaris-generaal van de Fédération International d'Escrime.
1900: Ramón Fonst ·
1904: Ramón Fonst ·
1908: Gaston Alibert ·
1912: Paul Anspach ·
1920: Armand Massard ·
1924: Charles Delporte ·
1928: Lucien Gaudin ·
1932: Giancarlo Cornaggia-Medici ·
1936: Franco Riccardi ·
1948: Gino Cantone ·
1952: Edoardo Mangiarotti ·
1956: Carlo Pavesi ·
1960: Giuseppe Delfino ·
1964: Grigori Kriss ·
1968: Győző Kulcsár ·
1972: Csaba Fenyvesi ·
1976: Alexander Pusch ·
1980: Johan Harmenberg ·
1984: Philippe Boisse ·
1988: Arnd Schmitt ·
1992: Éric Srecki ·
1996: Aleksandr Beketov ·
2000: Pavel Kolobkov ·
2004: Marcel Fischer ·
2008: Matteo Tagliariol · 
2012: Rubén Limardo · 
2016: Park Sang-young · 
2020: Romain Cannone · 
2024: Koki Kano
1908: Alibert, Berger, Collignon, Gravier, Lippmann, Olivier, Stern ·
1912: H. Anspach, P. Anspach, Hennet, Ochs, Salmon, Willems ·
1920: Allocchio, Bozza, Canova, Costantino, Marrazzi, A. Nadi, N. Nadi, Olivier, Thaon di Revel, Urbani ·
1924:  Buchard, Ducret, Gaudin, Labatut, Liottel, Lippmann, Tainturier ·
1928:  Agostoni, Basletta, M. Bertinetti, Cornaggia-Medici, Minoli, Riccardi ·
1932: Buchard, Cattiau, Jourdant, Piot, Schmetz, Tainturier ·
1936: Brusati, Cornaggia-Medici, E. Mangiarotti, Pezzana, Ragno, Riccardi ·
1948: Artigas, Desprets, Guérin, Huet, Lepage, Pécheux ·
1952: Battaglia, F. Bertinetti, Delfino, D. Mangiarotti, E. Mangiarotti, Pavesi ·
1956: Anglesio, F. Bertinetti, Delfino, E. Mangiarotti, Pavesi, Pellegrino ·
1960: Delfino, E. Mangiarotti, Marini, Pavesi, Pellegrino, Saccaro ·
1964: Bárány, Gábor, Kausz, Kulcsár, Nemere ·
1968: Fenyvesi, Kulcsár, Nagy, Nemere, P. Schmitt ·
1972: Erdős, Fenyvesi, Kulcsár, Osztrics, P. Schmitt ·
1976: Edling, Von Essen, Flodström, Högström, Jacobson ·
1980: Boisse, Gardas, Picot, Riboud, Salesse ·
1984: Borrmann, Fischer, Heer, Nickel, Pusch ·
1988: Delpla, Henry, Lenglet, Riboud, Srecki ·
1992: Borrmann, Felisiak, Proske, Resnitstsjenko, A. Schmitt ·
1996: Cuomo, Mazzoni, Randazzo ·
2000: Mazzoni, Milanoli, Randazzo, Rota ·
2004: Boisse, F. Jeannet, J. Jeannet, Obry ·
2008: F. Jeannet, J. Jeannet, Robeiri ·
2016: Borel, Grumier, Jérent, Lucenay ·
2020: Kano, Minobe, Yamada, Uyama ·
2024: Koch, Andrásfi, Siklósi, Nagy
1904: Fonst, Díaz, Van Zo Post ·
1920: Baldi, Costantino, A. Nadi, N. Nadi, Olivier, Puliti, Speciale, Terlizzi ·
1924: Cattiau, Coutrot, de Luget, Ducret, Gaudin, Jobier, Labatut, Perotaux ·
1928: Chiavacci, Gaudini, Guaragna, Pessina, Pignotti, Puliti ·
1932: Bondoux, Bougnol, Cattiau, Gardère, Lemoine, Piot ·
1936: Bocchino, Di Rosa, Gaudini, Guaragna, Marzi, Verratti ·
1948: Bonin, Bougnol, de Buhan, Lataste, d'Oriola, Rommel ·
1952: de Buhan, Lataste, Netter, Noël, d'Oriola, Rommel ·
1956: Bergamini, Carpaneda, Di Rosa, Lucarelli, Mangiarotti, Spallino ·
1960: Midler, Roedov, Sissikin, Svesjnikov, Zjdanovitsj ·
1964: Midler, Sissikin, Sjarov, Svesjnikov, Zjdanovitsj ·
1968: Berolatti, Dimont, Magnan, Noël, Revenu ·
1972: Dąbrowski, Godel, Kaczmarek, Koziejowski, Woyda ·
1976: Bach, Behr, Hein, Reichert, Sens-Gorius ·
1980: Bonin, Boscherie, Flament, Jolyot, Pietruszka ·
1984: Borella, Cerioni, Cipressa, Numa, Scuri ·
1988: Aptsiaoeri, Ibragimov, Koretsky, Mamedov, Romankov ·
1992: Koch, Schreck, Wagner, Weidner, Weißenborn ·
1996: Mamedov, Pavlovitsj, Sjevtsjenko ·
2000: Ferrari, Guyart, Lhotellier, Plumenail ·
2004: Cassarà, Sanzo, Vanni, Zennaro ·
2012: Valerio Aspromonte, Avola, Baldini, Cassarà ·
2016: Achmatchoezin, Safin, Tsjeremisinov ·
2020: Le Péchoux, Lefort, Mertine, Pauty ·
2024: Iimura, Matsuyama, Shikine, Nagano
- International Standard Name Identifier: 0000 0004 1970 7911
- Istituto Centrale per il Catalogo Unico: TO0V181727
- Virtual International Authority File: 315942962